# Faulenberg-Kaserne
Die Faulenberg-Kaserne war eine ehemalige Kasernenanlage im Osten des Würzburger Stadtbezirks Grombühl inmitten des Gewerbegebiets Nürnberger Straße. Seit 2007 die Amerikaner dort abzogen, liegt das Areal brach. Sie wurde 1876–1879 als Neue Artillerie-Kaserne erbaut.

## Lage
Das Areal im Bereich der ehemaligen Weinlage Faulenberg grenzt im Süden an die Nürnberger Straße, im Westen an die Matthias-Thoma-Straße und im Norden an die Äußere Aumühlstraße und Kürnach. Im Osten befindet sich die Ohmstraße.

## Geschichte

### Königreich Bayern
Errichtet wurde die Kaserne von 1876 bis 1879 als Neue Artillerie-Kaserne nahe der Bahnstrecke Würzburg-Bamberg. Der Bau des in der Nähe liegenden Bahnhofs „Artilleriekaserne“ (später Haltepunkt Würzburg-Heimgarten) an der Ludwigs-West-Bahn steht in zeitlichem Zusammenhang mit der Errichtung der Arbeiterkolonie Heimgarten. Das „Fourage-Magazin“ (fürs Pferdefutter) und die „Regimentskanzlei“ befanden sich in der Faulenbergstraße 13. Erweiterungen erfuhr die Kaserne in den Jahren 1884, 1887, 1891 und 1894. Ein Teil der Bauten diente auch den Zwecken des Königlich Bayerischen 11. Feldartillerie-Regiment seit seiner im Jahr 1901 erfolgten Gründung bis zur Fertigstellung seiner eigenen, in der Ysenburgstraße 1, 3 und 5 gelegenen Kaserne 1909. Sie bestand bis 1919 für das Königlich Bayerische 2. Feldartillerie-Regiment „Horn“.

### Weimarer Republik und Zeit des Nationalsozialismus
Nach dem Ersten Weltkrieg wurde die Kaserne bis 1939 von der Ordnungspolizei und später von Maschinengewehr- und Nachrichteneinheiten der Wehrmacht genutzt.

### US-Armee
Nach Ende des Zweiten Weltkriegs 1945 rückten US-Streitkräfte ein und unterhielten dort anfangs Verwaltung und Logistik. Es war dann der Standort der „Facilitiy Engineers“ und der US-Oberst, höchster Chef für die Zivil- und Personalangelegenheiten der US Military Community Würzburg, residierte dort.

### Konversion
Im Sommer 2007 verließen die letzten Amerikaner das Areal und übergaben es Ende September 2007 dem Bund. Seitdem ist die Bundesanstalt für Immobilienaufgaben für die weitere Planung und Verwendung der Fläche zuständig. Am 16. Juli 2008 wurde beschlossen, das Areal in die Förderung als Integriertes Stadtteilentwicklungskonzept aufzunehmen. Das Areal ist infrastrukturell gut angebunden und umfasst eine Fläche von circa 12,5 Hektar.
Die Stadt hat 2009 am Randbereich der Kaserne mit der Matthias-Thoma-Straße eine neue Verbindungsstraße zwischen der Nürnberger Straße und der Aumühlstraße geschaffen. Teile des Geländes hat die BImA als Lagerräume an Firmen zwischenvermietet.
Ein 2011 vorgelegter Masterplan sieht vor, das Gelände dichter zu bebauen und größtenteils als Gewerbefläche nutzbar zu machen. Außerdem soll die Verkehrsanbindung verbessert werden und eine kleine Grünanlage geschaffen werden.
Im Januar 2020 gab es unterschiedliche Nutzungswünsche seitens des Bundes und der Stadt Würzburg. Der Bund wollte gerne 3 Hektar behalten, um dort für seine Behörden, Zoll und Technisches Hilfswerk eine neue Bleibe zu errichten. Die Stadt Würzburg sah die Ansiedlung dieser beiden Einrichtungen in diesem Bereich für ihre Planungen kritisch. Sie wollte gerne das ganze Areal übernehmen und die beiden Behörden lieber im Bereich nördlich des IKEA ansiedeln.